# Herb Ślesina
Herb Ślesina – jeden z symboli miasta Ślesin i gminy Ślesin w postaci herbu.

## Wygląd i symbolika
Herb przedstawia na zielonej tarczy czerwoną literę „T” na półpierścieniu złotym.

## Historia
Herb Ślesina wywodzi się z herbu szlacheckiego Dulicz. Na pieczęciach miasta przedstawiany jest od XVII w.
Według Marka Adamczewskiego interpretacja znaków na pieczęciach jako herb Dulicz była błędem Mariana Gumowskiego. Według interpretacji Adamczewskiego, pieczęcie miasta przedstawiały bramę w murze obronnym z blankami, w której klucz w słup piórem w górę i w lewo.